# Torneo de Delray Beach 2019
El Delray Beach Open 2019 fue un evento de tenis de la ATP World Tour 250 serie. Se disputó en Delray Beach, Estados Unidos en el Delray Beach Tennis Center desde el 18 hasta el 24 de febrero de 2019.

## Distribución de puntos
| Modalidad            | Campeón | Finalista | Semifinales | Cuartos de final | 2ª ronda | 1ª ronda | Clasificados | 2ª ronda de clasificación | 1ª ronda de clasificación |
| Individual masculino | 250     | 165       | 100         | 50               | 25       | 0        | 13           | 7                         | 0                         |
| Dobles masculino     | 250     | 150       | 90          | 45               | 20       | 0        | -            | -                         | -                         |

## Cabezas de serie

### Individuales masculino
| Tenista               | Ranking | Preclasificado |
| Juan Martín del Potro | 4       | 1              |
| John Isner            | 9       | 2              |
| Frances Tiafoe        | 29      | 3              |
| Steve Johnson         | 34      | 4              |
| John Millman          | 37      | 5              |
| Andreas Seppi         | 40      | 6              |
| Taylor Fritz          | 42      | 7              |
| Adrian Mannarino      | 48      | 8              |

- Ranking del 11 de febrero de 2019.[2]

### Dobles masculino
| Tenista                                | Ranking | Preclasificado |
| Bob Bryan Mike Bryan                   | 17      | 1              |
| Ken Skupski Neal Skupski               | 101     | 2              |
| Robert Lindstedt Tim Puetz             | 123     | 3              |
| Santiago González Aisam-ul-Haq Qureshi | 124     | 4              |

## Campeones

### Individual masculino
Radu Albot venció a  Daniel Evans por 3-6, 6-3, 7-6(9-7)

### Dobles masculino
Bob Bryan /  Mike Bryan vencieron a  Ken Skupski /  Neal Skupski por 7-6(7-5), 6-4